# Mado Robin
Madeleine Marie Robin, conhecida como Mado Robin, (Yzeures-sur-Creuse, 29 de Dezembro de 1918 — 10 de Dezembro de 1960) foi uma soprano francesa.
Soprano ultra leggero, tinha uma escala vocal excepcionalmente grande (ela emitia o Re6 acima do Dó agudo de Soprano) que proporcionou um amplo repertório. Entre seus papéis está Lakmé, de Léo Delibes, que ela gravou pela Decca Records em1952, Lucia di Lammermoor, Olympia em Les contes d'Hoffmann, Gilda em Rigoletto, Rosina em Il barbiere di Siviglia, e Leyla em Les pêcheurs de perles.
Uma estrela da televisão e do radio nos anos 50, ela era bem conhecida na França. Em 1954 ela foi a San Francisco para cantar Lucia e Gilda, e teve uma sucedida turnê na União Soviética com 16 concertos em poucas semanas.
Ela casou com Alan Smith, um inglês, que pereceu logo depois da Segunda Guerra Mundial em um acidente de carro. Ela teve uma filha. Mado faleceu em Paris em 1960 de câncer no fígado poucos dias antes da 1500ª performance de Lakmé no Opéra-Comique, que organizaram o evento para seu aniversário.
Seus colegas e parentes recordam a como a mais doce e que menos comportava se como diva entre as cantoras. Em 1994, a Sociedade de Bel Canto lançou um vídeo-cassette de suas performances, intitulada "Mado Robin Live!"(Mado Robin ao vivo): Incluindo suas apresentações como Lakmé, Mireille, Rigoletto, Hamlet, Il Barbiere di Siviglia e Lucia di Lammermoor.